# Federazione di baseball e softball della Turchia
La Federazione turca di baseball e softball (tur. Türkiye Beyzbol ve Softbol Federasyonu) è un'organizzazione fondata per governare la pratica del baseball e del softball in Turchia.
Organizza il campionato maschile e di softball femminile, e pone sotto la propria egida la nazionale maschile e di softball femminile.